# Östra Görsjön
Östra Görsjön är en sjö i Hagfors kommun i Värmland och ingår i Göta älvs huvudavrinningsområde. Sjön har en area på 0,539 kvadratkilometer och ligger 254,1 meter över havet. Sjön avvattnas av vattendraget Görsjöbäcken.

## Delavrinningsområde
Östra Görsjön ingår i det delavrinningsområde (665831-138655) som SMHI kallar för Utloppet av Östra Görsjön. Medelhöjden är 281 meter över havet och ytan är 3,58 kvadratkilometer. Det finns inga avrinningsområden uppströms utan avrinningsområdet är högsta punkten. Görsjöbäcken som avvattnar avrinningsområdet har biflödesordning 4, vilket innebär att vattnet flödar genom totalt 4 vattendrag innan det når havet efter 357 kilometer. Avrinningsområdet består mestadels av skog (83 procent). Avrinningsområdet har 0,54 kvadratkilometer vattenytor vilket ger det en sjöprocent på 15 procent.